# Грам (митология)
Вижте пояснителната страница за други значения на Грам.
В скандинавската митология Грам (нордически език: Gram - гняв) е името на меча, който Зигфрид използва, за да убие дракона Фафнир. Оръжието е изковано от Велунд Ковача и първоначално принадлежи на бащата му Зигмунд, който го получава в залата на Вьолсунг, след като го изважда от дървото Барнсток. Според легендата мечът е забит там от Один, за да чака единствения, който може да го извади. Унищожен е и изкован отново поне веднъж. След като е повторно изкован, Зигмунд го тества като разсича наковалнята на две.
В „Песен за Нибелунгите“ мечът на Зигфрид се казва Балмунг, а в цикълът от опери на Вагнер, наречен „Пръстенът на Нибелунгите“, името му е Нотунг.